# Nanomacchina
Una macchina molecolare, o nanomacchina, è stata definita come un numero discreto di componenti molecolari che eseguono movimenti simil-meccanici (output) in risposta a specifici stimoli (input). Spesso è applicata in modo più generale alle molecole che semplicemente imitano le funzioni a livello macroscopico. Il termine è comune anche in nanotecnologia e un numero di macchine molecolari altamente complesse sono state proposte con lo scopo di costruire un assemblatore molecolare. Le macchine molecolari possono essere divise in due ampie categorie: sintetiche e biologiche.
I sistemi molecolari che sono capaci di spostare un processo meccanico o chimico lontano dall'equilibrio rappresentano un ramo potenzialmente importante della chimica e della nanotecnologia. Per definizione, questi tipi di sistemi sono esempi di macchine molecolari, così come il gradiente generato da questo processo è in grado di svolgere un lavoro utile.

## Studi e intuizioni storiche
Ci sono due esperimenti mentali che costituiscono la base storica per le macchine molecolari: il demone di Maxwell e il dente (ratchet) di Feynman (o ratchet browniano). Il demone di Maxwell è ben descritto altrove e qui è data un'interpretazione leggermente differente del dente di Richard Feynman.
Immaginate un sistema molto piccolo (mostrato qui sotto) di due pale (paddles) o ingrannaggi (gears) collegati da un asse rigido e che sia possibile mantenere queste due pale a due diverse temperature. Uno degli ingranaggi (al T2) ha un nottolino che corregge il moto del sistema e, quindi, l'asse può muoversi solo in senso orario, e così facendo, potrebbe sollevare un peso (m) verso l'alto arpionando. Ora immaginate che la pala nella scatola T1 si trovi in un ambiente molto più caldo rispetto all'ingranaggio nella scatola T2; ci si aspetterebbe che l'energia cinetica delle molecole di gas (cerchi rossi) che colpiscono la pala in T1 sarebbe molto superiore a quella delle molecole di gas che colpiscono l'ingranaggio nella T2. Pertanto, con la minore energia cinetica dei gas in T2, ci sarebbe una resistenza minima delle molecole in collisione con l'ingranaggio in direzione statisticamente opposta. Inoltre, il dente di arresto permetterebbe, per direzionalità e lentamente nel tempo, che l'asse ruoti e arpioni, sollevando il peso (m).

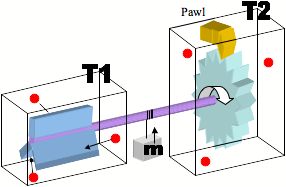
Figura schematica della ruota (ratchet) di Feynman

Come descritto, questo sistema può sembrare simile a una macchina del moto perpetuo, ma l'ingrediente chiave è il gradiente termico all'interno del sistema. Questo dente non minaccia la seconda legge della termodinamica, perché questo gradiente di temperatura deve essere mantenuto tramite alcuni mezzi esterni. Il moto browniano delle particelle di gas fornisce la potenza alla macchina e il gradiente di temperatura permette alla macchina di condurre il sistema ciclicamente lontano dall'equilibrio. Un'interessante ipotesi di progetto nel dente di Feynman è che il moto browniano casuale non è contrastato, ma viene invece imbrigliato e rettificato. I gradienti di temperatura non possono essere mantenuti su distanze di scala molecolare a causa della vibrazione molecolare che ridistribuisce l'energia in altre parti della molecola. Inoltre, nonostante la macchina di Feynman stia facendo un lavoro utile nel sollevare la massa, l'uso del moto browniano per alimentare una macchina a livello molecolare non fornisce nessuna intuizione su come tale potenza (o energia potenziale del peso sollevato, m) possa essere utilizzata per eseguire operazioni su scala nanometrica.

## Studi e intuizioni moderne
A differenza del moto macroscopico, i sistemi molecolari sono costantemente sottoposti a significativi movimenti dinamici soggetti alle leggi della meccanica browniana (ovverosia al moto browniano) e, come tale, il movimento molecolare che si viene a imbrigliare è un processo molto più difficile. A livello macroscopico, molte macchine operano in fase gassosa, e spesso, la resistenza dell'aria è trascurata, in quanto è insignificante, ma analogamente per un sistema molecolare in un ambiente browniano, il moto molecolare è simile "al camminare in un uragano o al nuotare in una melassa". Il fenomeno del moto browniano (osservato dal botanico Robert Brown, 1827) venne più tardi spiegato da Albert Einstein nel 1905. Einstein scoprì che il moto browniano è una conseguenza della scala e non della natura dei dintorni. Fintanto che l'energia termica viene applicata a una molecola, subirà il moto browniano con l'energia cinetica appropriata per quella data temperatura. Quindi, allo stesso modo della strategia di Feynman, quando si progetta una macchina molecolare, sembra sensato utilizzare il moto browniano piuttosto che tentare di contrastarlo.
Simili a macchine macroscopiche, le macchine molecolari in genere hanno parti mobili. Tuttavia, mentre le macchine macroscopiche che incontriamo nella vita quotidiana possono fornire ispirazione per le macchine molecolari, è fuorviante tracciare analogie tra le loro strategie di progettazione; le dinamiche delle scale di lunghezza, grandi e piccole, sono semplicemente troppo diverse. Il moto browniano imbrigliato, come le macchine a livello molecolare, è regolato dalla legge del secondo principio della termodinamica, con le sue conseguenze spesso per niente intuitive e, per questo, abbiamo bisogno di un'altra ispirazione.
Anche se è un processo impegnativo imbrigliare il moto browniano, la natura ci ha fornito alcuni schemi per il movimento molecolare che eseguono un lavoro utile, realizzando molte strutture utili per la compartimentazione di sistemi molecolari, quindi, creando distinte distribuzioni di non-equilibrio: le membrane cellulari sono un esempio eccellente. Le barriere lipofile fanno uso di una serie di differenti meccanismi per alimentare il movimento da un compartimento all'altro.

## Esempi di macchine molecolari
Da una prospettiva sintetica, ci sono due importanti tipi di macchine molecolari: interruttori (switch) molecolari (o navette) e i motori molecolari. La principale differenza tra i due sistemi è che un interruttore influenza un sistema come una funzione di stato, mentre un motore in funzione della traiettoria. Un interruttore (o navetta) può sembrare che subisca un moto traslazionale, ma quando un interruttore ritorna alla sua posizione originale annulla qualsiasi effetto meccanico e libera energia per il sistema. Inoltre, gli interruttori non possono utilizzare energia chimica in modo ripetitivo e progressivamente guidano un sistema lontano dall'equilibrio che può un motore.

### Sintetiche
Una grande varietà di macchine molecolari piuttosto semplici sono state sintetizzate dai chimici. Esse possono essere costituite da una singola molecola; tuttavia, sono spesso costruite per architetture molecolari interbloccate meccanicamente, come rotaxani e catenani.
- I motori molecolari sono molecole capaci di moto di rotazione unidirezionale alimentati tramite input di energia esterna. Un certo numero di macchine molecolari sono state sintetizzate e alimentate dalla luce o dalla reazione con altre molecole.

- Un propulsore molecolare è una molecola che può spingere i liquidi quando viene ruotato, grazie alla sua particolare forma, progettata in modo analogo ai propulsori macroscopici. Ha parecchie lame in scala molecolare attaccate a un certo angolo di pitch intorno alla circonferenza di un albero in scala nanometrica.

- Un interruttore molecolare è una molecola che può essere spostata in modo reversibile tra due o più stati stabili. Le molecole possono essere spostate tra gli stati, in risposta ai cambiamenti per esempio di pH, di luce, di temperatura, di una corrente elettrica, di un microambiente o dalla presenza di un ligando.

- Una navetta molecolare è una molecola in grado di muovere le molecole o gli ioni da un luogo ad un altro. Una navetta molecolare comune è costituita da un rotassano dove il macrociclo può muoversi tra i due siti o stazioni lungo la dorsale del manubrio (dumbbell).

- Le pinzette molecolari sono molecole ospiti in grado di trattenere oggetti tra i suoi bracci. La cavità aperta delle pinzette molecolari lega gli elementi mediante legami non covalenti tra cui quelli a idrogeno, la coordinazione metallica, le forze idrofobiche, le forze di van der Waals, le interazioni π-π, e/o gli effetti elettrostatici. Sono stati segnalati esempi di pinzette molecolari costruite a partire dal DNA e sono considerate macchine di DNA.

- Un sensore molecolare è una molecola che interagisce con un analita per produrre un mutamento percepibile.[4] I sensori molecolari coniugano il riconoscimento molecolare a una qualche specie di reporter, in modo che la presenza dell'elemento possa essere osservata.

- Una porta logica molecolare è una molecola che esegue un'operazione logica su uno o più ingressi (input) logici producendo una singola uscita (output) logica. A differenza di un sensore molecolare, la porta logica molecolare estrarrà dati solo in uscita quando è presente una particolare combinazione di input.

### Biologiche

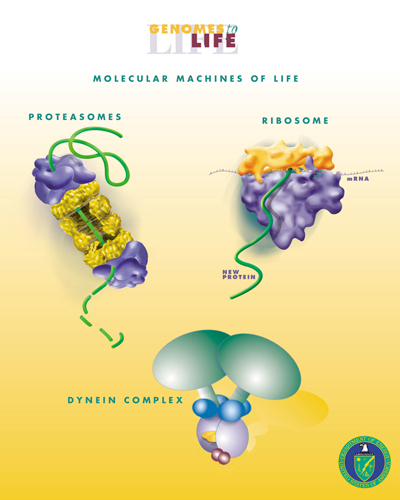
Alcune macchine molecolari biologiche

Le macchine molecolari più complesse si trovano all'interno delle cellule e comprendono le proteine motore, come la miosina, responsabile della contrazione del muscolo, la chinesina, che muove il carico all'interno di cellule lontano dal nucleo, lungo microtubuli, e la dineina, che produce il battito assonemale delle cilia mobili e dei flagelli. Queste proteine e la loro dinamica su scala nanometrica sono di gran lunga le più complesse tra tutte le macchine molecolari che sono state finora costruite artificialmente.
Il meccanismo dettagliato della motilità ciliare è stato descritto da Satir in un articolo del 2008. Una sintesi di astrazione ad alto livello è che

### Teoriche
La costruzione di macchine molecolari più complesse rappresenta un settore attivo di ricerca teorica. Un certo numero di molecole, come i propulsori molecolari, sono state progettate, anche se gli studi sperimentali di queste molecole sono inibiti dalla mancanza di metodi per la loro costruzione. Queste macchine molecolari complesse sono alla base di varie aree della nanotecnologia, tra cui quella dell'assemblatore molecolare.